# НЛО Третього Рейху
НЛО Третього Рейху або Диск Беллуццо (нім. Reichsflugscheibe) — ймовірно вигаданий літальний апарат дископодібної форми, створений німецькими вченими (зокрема, Віктору Шаубергеру приписують створення так званого вихрового двигуна, який нібито використовувався в диску) наприкінці Другої світової війни. Достовірних свідчень існування немає.

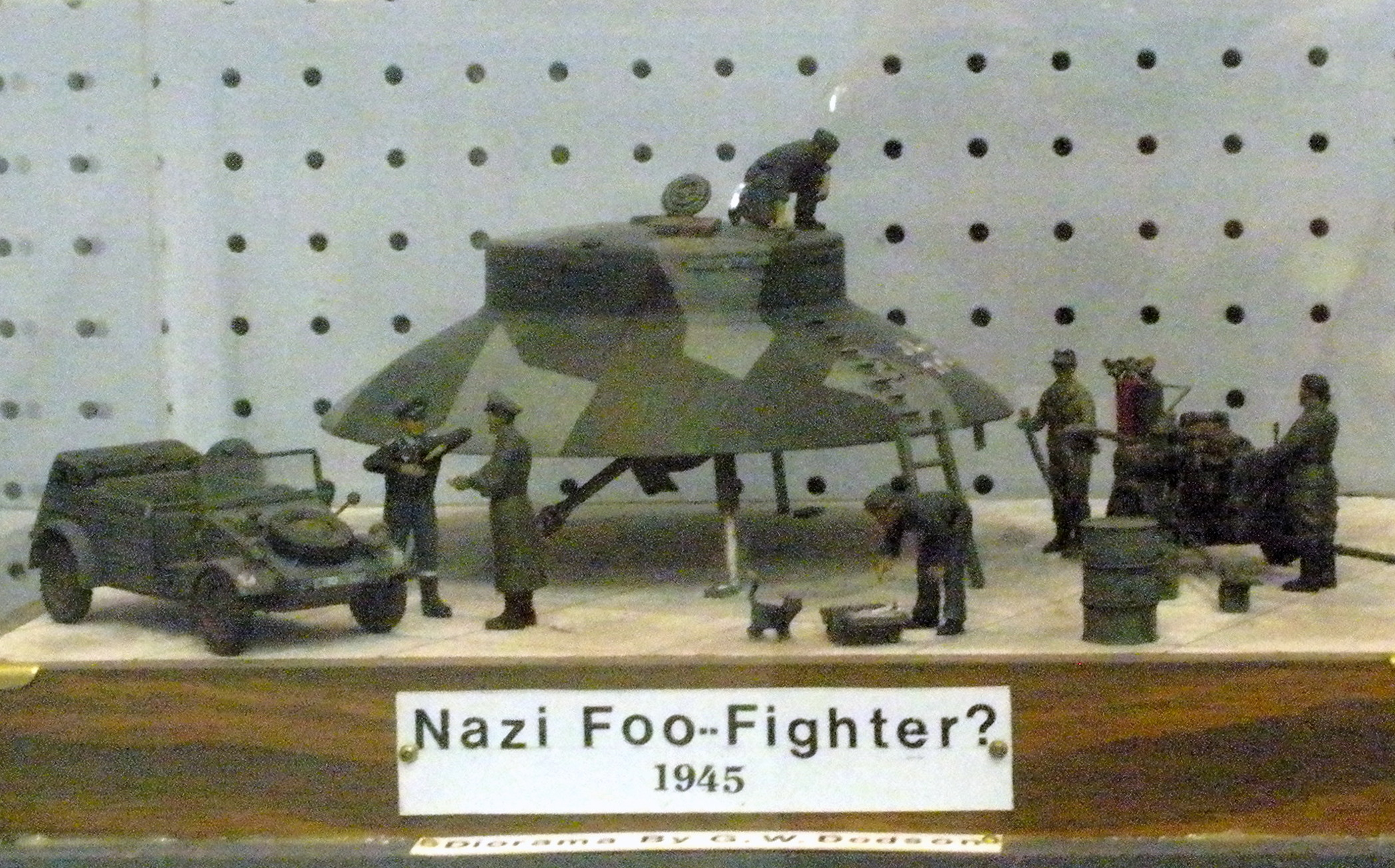
Музейна експозиція з моделлю диска

За легендою, апарат міг переміщатися зі швидкістю 4 махи і виконувати в небі розвороти будь-якої складності. Однак це неможливо для відомих на той час літальних апаратів і не відповідає рівню відомих технологій тих років. У всіх описах цієї легенди йдеться про те, що сам апарат і вся технічна документація були знищені творцями буквально за добу до взяття місця базування «диска» радянськими військами (в інших джерелах — за кілька місяців до кінця війни).

## У фільмах
- * «Розвідники. Останній бій» — російський телевізійний серіал, знятий 2008 року. Ситуація із секретним німецьким диском є сюжетом кількох серій.
- «Давні прибульці. Прибульці та Третій Рейх» (Aliens and the Third Reich) — науково-популярний фільм, знятий у 2010 році.